# Estação Saint-Ambroise
Saint-Ambroise é uma estação da linha 9 do Metrô de Paris, localizada no 11.º arrondissement de Paris.

## Localização
Esta estação se situa no boulevard Voltaire.

## História
Ela deve o seu nome a Ambrósio (340-394), nascido em Tréveris na Alemanha cujo pai foi prefeito da Gália. A igreja de Saint-Ambroise foi reconstruída após um decreto de 24 de janeiro de 1863 durante a modernização do bairro.
No final da década de 1990, a estação foi escolhida pela RATP para testar os protótipos do principal modelo de iluminação que foi implantado nas plataformas de muitas outras estações como parte da operação "Espace Métro 2000".
Em 2011, 2 758 716 passageiros entraram nesta estação. Em 2012, foram 2 784 381 passageiros e 2 780 473 passageiros em 2013, o que a coloca na 196ª posição das estações de metrô por sua frequência em 302.

## Serviços aos passageiros

### Acessos
A estação possui cinco entradas, cada uma composta por uma escada fixa com uma balaustrada de tipo Dervaux.

### Plataformas
Saint-Ambroise é uma estação de configuração padrão: ela possui duas plataformas laterais separadas pelos trilhos do metrô e a abóbada é elíptica. A decoração é o estilo usado para a maioria das estações de metrô: a faixa de iluminação é branca e arredondada no estilo "Gaudin" da renovação do metrô da década de 2000 (a da plataforma em direção a Pont de Sèvres possui no entanto uma segunda fila de refletores, variante protótipo que não foi renovada), e as telhas em cerâmica brancas biseladas recobrem os pés-direitos, a abóbada e o tímpano. Os quadros publicitários são em faiança da cor de mel e o nome da estação também é em faiança. Os assentos são do estilo "Akiko" de cor laranja.

### Intermodalidade
A estação é servida pela linha 56 da rede de ônibus RATP.